# Samory Touré

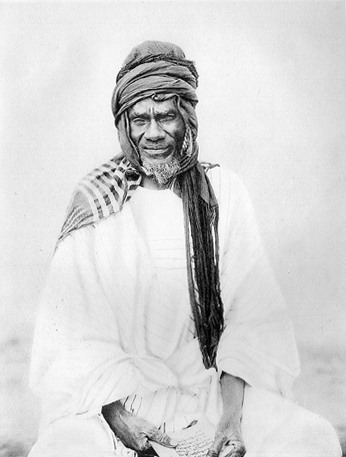
Samory Touré

Almami Samory Touré, sehr häufig auch Samori Touré bzw. Toure (* um 1830; † 2. Juni 1900), war ein muslimischer Militärführer in Westafrika und von 1878 bis 1898 König des Wassoulou-Reichs.

## Leben

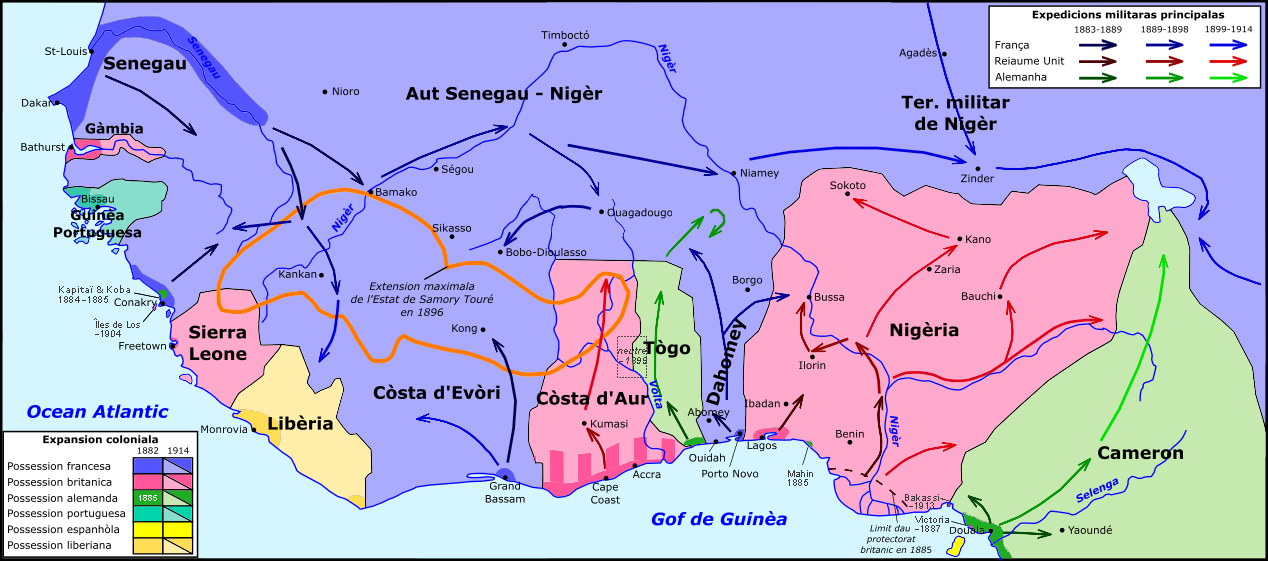
Ungefährer Machtbereich Tourés um 1896

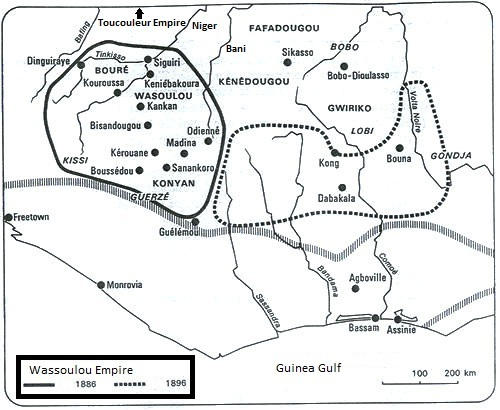
Wassoulou-Reich unter Touré von 1878 bis 1898

Touré entstammte dem Touré-Clan aus dem Volk der Malinke der Beyla-Region. Zunächst kämpfte er als Soldat für einen Stammesführer, setzte sich dann aber selbst an die Spitze eines Stamms und baute um 1870 eine Armee auf, die das Gebiet zwischen Fouta Djallon im Westen und dem Land der Aschanti im Osten kontrollierte. Touré nannte sich „Almamy“, machte den Islam zur ideologischen Grundlage seines Reiches und baute ein funktionierendes Steuer- und Gerichtssystem auf. Von Sierra Leone aus wurde er durch die Briten mit modernen Waffen versorgt.

### Antifranzösischer Widerstand
Den von der Küste vordringenden Franzosen begegnete Touré von seiner Hauptstadt Bissandougou aus zunächst mit Diplomatie. In der Zeit von 1880 bis 1893 kam es dann aber zu langwierigen und erbitterten Kämpfen um das Hinterland von Guinea, das die Franzosen kolonisieren wollten. Die Kriege dauerten 13 Jahre, wobei Touré zusätzlich auf innere Widerstände von Seiten der nicht-muslimischen Bevölkerung angesichts seiner Islamisierungspolitik stieß, die 1888 zu einem Volksaufstand führten. 1887 belagerte Samory mit 12.000 Mann Sikasso, Hauptstadt von Kenedugu, musste aber wieder abziehen. 1887 war Frankreich gezwungen, die Eroberung seines Protektorats durch Touré in einem Vertrag anzuerkennen. Bei der Vertragsunterzeichnung bezeichnete der verhandlungsführende französische Offizier sein Gegenüber als „Bonaparte des Sudan“.
Die weiteren östlichen Eroberungen Tourés führten ab 1892 zu erneuten Kämpfen mit Frankreich. Nachdem es Frankreich gelungen war, ganz Guinea unter Kontrolle zu bekommen, zog sich Touré zunächst über Odienné nach Osten zurück, geriet aber 1898 dennoch in französische Gefangenschaft und wurde nach einem Selbstmordversuch auf eine kleine Insel im Ogowe-Fluss bei Lambaréné (Gabun) deportiert. Dort starb er zwei Jahre später an einer Lungenentzündung.
Sein Ur-Enkel, Ahmed Sékou Touré, wurde 1958 erster Präsident des unabhängigen Guinea und konnte auf der Clan-Tradition des antifranzösischen Widerstandes aufbauen. Er ließ die sterblichen Überreste seines Urgroßvaters zum Staatsbegräbnis nach Conakry, der Hauptstadt Guineas, überführen. Außerdem ließ er ihm im Jahr 1970 auf dem staatseigenen Syliphone-Label mit der LP Regard Sur Le Passé des Bembeya Jazz National-Orchesters ein musikalisches Denkmal setzen.